# Neanotis calycina
Neanotis calycina là một loài thực vật có hoa trong họ Thiến thảo. Loài này được (Wall. ex Hook.f.) W.H.Lewis mô tả khoa học đầu tiên năm 1966.